# Heterixalus tricolor
Heterixalus tricolor (Boettger, 1881) è una rana della famiglia Hyperoliidae, endemica del Madagascar.

## Descrizione
È una rana di taglia medio-piccola, che raggiunge 23–28 mm di lunghezza, con femmine di dimensioni leggermente maggiori dei maschi.
Il dorso si presenta di colore biancastro, con strie nere al di sopra degli occhi e lungo i fianchi, più evidenti nelle femmine. Le estremità sono di colore giallo-arancio.

## Biologia
Il richiamo di H. tricolor è un caratteristico  "eeep-ep" costituito da due note disarmoniche, la cui frequenza va 2,2 to 3,8 kHz.

## Distribuzione e habitat
L'areale della specie è ristretto all'isola di Nosy Be (Madagascar nord-occidentale). Segnalazioni occasionali al di fuori di Nosy Be non hanno ricevuto conferme e si riferiscono verosimilmente ad altre specie di Heterixalus.